# Florensbiennalen
Florensbiennalen är en internationell konstutställning för samtida konst som äger rum i Fortezza da Basso i centrala Florens vartannat år. Den första biennalen ägde rum 1997. En internationellt sammansatt kommitté bestående av konstkännare väljer ut de konstnärer som inbjuds att delta i biennalen. Bland de mer namnkunniga konstnärer som deltagit i Florensbiennalen återfinns David Hockney, Christo och Jeanne-Claude och Marina Abramović.